# Madonna Assunta con angeli
La Madonna Assunta con angeli è un dipinto olio su intonaco di Gian Paolo Cavagna conservata nel catino absidale della basilica di Santa Maria Maggiore di Bergamo.

## Storia e descrizione
Nel 1602 risulta che nelle decorazioni eseguite da Lorenzo Porta e il figlio Gerolamo, fosse stato inserito il dipinto realizzato nel 1592-1593 eseguito da Gian Paolo Cavagna raffigurante la Madonna Assunta titolare della chiesa. L'opera fu oggetto di restauro da parte del restauratore Franco Steffanoni nel 1958. Il contratto è conservato negli archivi della Fondazione MIA.
La grande tela, dalla forma semicircolare che segue la conformazione del catino, rappresenta nella parte centrale l'immagine della Madonna assunta raffigurata nella perfetta prospettiva di chi, dal basso del presbiterio, vede qualche cosa posto a grande elevazione, che a bracca aperte e lo sguardo verso il cielo sale verso i raggi del bagliore divino. Il resto della tela è pieno di angeli. La Vergine indossa l'abito rosso, che il pittore dipinge in ampio movimento, che richiama a dolore, così come il grande manto azzurro che la ricopre è in grande movimento, sorretta su nuvole scure da angioletti, mentre intorno una corona di angeli musici sono festanti. L'oro della luce divina è la massima esaltazione del paradiso e dell'eterno, memtre un tono di colore viene dell'abito color giallo ocra del personaggio alato posto a destra della tela.
La parte absidale fu completata con la grande tela di Camillo Procaccini raffigurante Apostoli intorno al sepolcro vuoto e colmo di fiori della Madonna eseguita nel 1594, i due dipinti sono quindi complementari l'uno all'altro nella raffigurazione storica dell'evento.

Il critico Luigi Lanzi scriverà in riferimento all'opera valorizzandola:
(Luigi Lanzi)
Del medesimo periodo è la realizzazione della pala posta sull'anta dell'organo sinistro della basilica raffigurante la Natività, sempre del 1593. Sarà di molto successiva l'esecuzione del grande dipinto posto sulla cupola raffigurante l'Incoronazione della Vergine, risalente al 1615.